# ヌーベルまんが
ヌーベルまんが（La nouvelle manga）とは、フレデリック・ボワレによって提唱された国際漫画の一形態である。

## 概要
ヌーベルまんがは2001年、フランスと日本の漫画家を結びつける芸術運動として始まった。当時「コミッカーズ」（美術出版社）の編集長だった楠見清の発案したこの言葉は、はじめ、フレデリック・ボワレの作品を形容する時のみ使われていた（「MANGAヌーヴェルバーグの誕生!!」）。
ヌーベルまんがの発想は、いくつかの現状認識から出発した。
たとえば、ヨーロッパ映画がしばしば日常をテーマにし、人間が持つ普遍的な感情の流れが日本でも共感を得て広く親しまれているのに対し、ヨーロッパの漫画は長い間、SFやアクションといったお決まりのジャンルに留まり、テーマ的に広がりがなかった。それゆえ日本においては翻訳の機会は限定され、ごく一部のグラフィック関係者のみが輸入書を手にし、その画力に注目するという程度に留まっていた。こうしてヨーロッパの漫画といえば、高価で高級で画集のようなものというイメージが広まったが、今では表現が多様化し、日本人の共感を呼びそうなヨーロッパ漫画も増え始めている。
一方、日本の漫画は早くから日常や広範なテーマを取り入れ、フランスにいる限られた日本漫画ファンのみならず、映画や小説のファンまでをも惹きつける魅力を持つ優れた作品が多数あるにもかかわらず、そういった作品や作家はフランスではあまり紹介されていない。なぜならこの20数年来、ヨーロッパでテレビ放送された日本アニメの影響によって、それに準ずる少年少女漫画ばかりが、（マーケティング的な要因もあり）安価に翻訳されていたからである。ヨーロッパで「MANGA」といえばこのジャンルを指す。
このような状況を打破するために、フレデリック・ボワレを筆頭に、ヌーベルまんがに共鳴する作家たちによって、日本漫画とフランス漫画との間に、より詳しく言えば、この二国の作家主義漫画家たちの間に、懸け橋を作ろうとする動きが出てきた。
この運動は、従来の偏ったイメージを取り払い、互いを行き来することによって刺激し合い、より共感を得られるオリジナリティ溢れる作品の制作、出版の場を拡げることを目指している。
その最初の試みとして、2001年の9月から10月にかけて、東京芸術大学大学美術館、東京日仏学院などにおいて、「art-Link上野-谷中」主催のアートイベント「ヌーベルまんが宣言」が開催され、2週間にわたり大々的な展覧会やシンポジウムが行われた。
ヌーベルまんがは、未だ発展途上の概念といえる。現在、ヌーベルまんが運動は日仏両国に留まらず、イギリス、アメリカ、スペイン、イタリア、オランダへと広がり、国際共同出版コレクションとしてシリーズ化の様相を見せつつあり、ジャンルや読者対象、国境にとらわれないユニバーサルな意識を持った作家にとっては、もうひとつの活躍の場として期待されている。また読者にとっても、今まで読む機会のなかった作品・作家に触れる絶好の機会となるだろう。既に出版されたボワレの作品を皮切りに、広く共感を得る普遍的内容の書き下ろし作品が数カ国語で同時出版され、日本漫画作品としては今後、高浜寛、小田ひで次、福山庸治らの（国際出版を念頭に置いて）元から左開きで描かれた新作が発表される予定である。
ヌーベルまんがを巡る創作活動や議論に対し、何らかのかたちでリンクした漫画家たちには、安野モヨコ、オレリア・オリタ、ダビッド・ベー、マチュー・ブランシャン、フレデリック・ボワレ、ニコラ・ド・クレシー、エティエンヌ・ダボドー、福山庸治、エマニュエル・ギベール、花輪和一、五十嵐大介、Little Fish、松本大洋、ファブリス・ノー、ロイック・ネウー、ブノワ・ペータース、フレデリック・ポワンスレ、ダビッド・プリュドム、フランソワ・シュイッテン、ジョアン・スファール、魚喃キリコ、小田ひで次、高浜寛、谷口ジロー、つげ義春、ヴァニダ、やまだないと等が挙げられる（アルファベット順）。
ヌーベルまんがは、マルチメディア作家のフレッド・ブットと共にヌーベルまんがデジタルの試みにも引き継がれている。

## 作品
- 『恋愛漫画ができるまで』
  - 脚本・作画：フレデリック・ボワレ
  - 作画協力：エマニュエル・ギベール
  - 訳：関澄かおる
  - 出版社：美術出版社、1999年

- 『ゆき子のホウレン草』
  - 脚本・作画：フレデリック・ボワレ
  - 作画協力：やまだないと・福山庸治
  - 訳：関澄かおる
  - 出版社：太田出版、2001年

- 『まり子パラード』
  - 脚本・作画：フレデリック・ボワレ＆高浜寛
  - ゲスト：ジョアン・スファール
  - 訳：関澄かおる
  - 出版社：太田出版、2003年

- 『夢の空地』
  - 脚本・作画：小田ひで次
  - 出版社：飛鳥新社、2005年

- 『JAPON（ジャポン）』 Japan x France Manga Collection
  - 脚本・作画： 安野モヨコ、オレリア・オリタ、フレデリック・ボワレ、ニコラ・ド・クレシー、エティエンヌ・ダボドー、エマニュエル・ギベール、花輪和一、五十嵐大介、沓澤龍一郎、松本大洋、ファブリス・ノー、ブノワ・ペータース、ダビッド・プリュドム、フランソワ・シュイッテン、ジョアン・スファール、高浜寛、谷口ジロー
  - 訳：関澄かおる＆フレデリック・ボワレ
  - 出版社：飛鳥新社、2005年